# Bahnstrecke Wabern–Bad Wildungen
| Strecke zwischen Ungedanken und Mandern |                             |                                     |                                     |
| |                             |                                     |                                     |
| Streckennummer (DB): | 3941                        |                                     |                                     |
| Kursbuchstrecke (DB): | 621 174f (1934) 198f (1946) |                                     |                                     |
| Streckenlänge: | 17,188 km                   |                                     |                                     |
| Spurweite: | 1435 mm (Normalspur)        |                                     |                                     |
| Streckenklasse: | D4                          |                                     |                                     |
| Maximale Neigung: | ~ 19 ‰                      |                                     |                                     |
| Streckengeschwindigkeit: | 60 km/h                     |                                     |                                     |
| Zugbeeinflussung: | PZB                         |                                     |                                     |
| |                             |                                     |                                     |
| \| \| \| von Kassel \| \| \| \| 0,000 \| Wabern (Bz Kassel) \| 170 m ü. NHN \| \| \| \| nach Frankfurt \| \| \| \| 3,217 \| Zennern \| Zennern \| \| \| \| Anschluss Heeresflugplatz Fritzlar \| \| \| \| 6,026 \| Fritzlar \| 171 m \| \| \| \| Anschlussgleis \| \| \| \| 7,700 \| Fritzlar Oppermann (Anst) \| Fritzlar Oppermann (Anst) \| \| \| 11,077 \| Ungedanken \| Ungedanken \| \| \| 11,980 \| Mandern \| Mandern \| \| \| 13,800 \| Wega, W 1 \| Wega, W 1 \| \| \| \| nach Wega, W 20 \| \| \| \| 14,243 \| Wega (bis 2023 Bf; Dreiecksbahnhof) \| Wega (bis 2023 Bf; Dreiecksbahnhof) \| \| \| \| von Brilon Wald \| \| \| \| 14,700 \| Wega, W 17 \| Wega, W 17 \| \| \| 17,188 \| Bad Wildungen \| 228 m ü. NHN \| \| \| \| \| \| \| Quellen: [1][2][3] \| \| \| \| |                             |                                     |                                     |
| Strecke |                             | von Kassel                          | von Kassel                          |
| Bahnhof | 0,000                       | Wabern (Bz Kassel)                  | 170 m ü. NHN                        |
| Abzweig geradeaus und nach links |                             | nach Frankfurt                      | nach Frankfurt                      |
| Haltepunkt / Haltestelle | 3,217                       | Zennern                             | Zennern                             |
| Abzweig geradeaus und von links |                             | Anschluss Heeresflugplatz Fritzlar  | Anschluss Heeresflugplatz Fritzlar  |
| Bahnhof | 6,026                       | Fritzlar                            | 171 m                               |
| Abzweig geradeaus und ehemals von links |                             | Anschlussgleis                      | Anschlussgleis                      |
| ehemalige Blockstelle | 7,700                       | Fritzlar Oppermann (Anst)           | Fritzlar Oppermann (Anst)           |
| Haltepunkt / Haltestelle | 11,077                      | Ungedanken                          | Ungedanken                          |
| Haltepunkt / Haltestelle | 11,980                      | Mandern                             | Mandern                             |
| ehemalige Blockstelle | 13,800                      | Wega, W 1                           | Wega, W 1                           |
| Abzweig geradeaus und ehemals nach rechts |                             | nach Wega, W 20                     | nach Wega, W 20                     |
| Haltepunkt / Haltestelle | 14,243                      | Wega (bis 2023 Bf; Dreiecksbahnhof) | Wega (bis 2023 Bf; Dreiecksbahnhof) |
| Abzweig geradeaus und ehemals von rechts |                             | von Brilon Wald                     | von Brilon Wald                     |
| ehemalige Blockstelle | 14,700                      | Wega, W 17                          | Wega, W 17                          |
| Kopfbahnhof Streckenende | 17,188                      | Bad Wildungen                       | 228 m ü. NHN                        |
| |                             |                                     |                                     |
| Quellen: |                             |                                     |                                     |

Die Bahnstrecke Wabern–Bad Wildungen ist eine 17,188 Kilometer lange, eingleisige und nicht elektrifizierte Nebenbahn im Schwalm-Eder-Kreis und im Landkreis Waldeck-Frankenberg in Nordhessen. Sie führt von Wabern nach Bad Wildungen und wird von der DB RegioNetz Infrastruktur als Teil des Netzes Kurhessenbahn betrieben.

## Streckenbeschreibung

### Verlauf
Die Strecke führt anfangs im Tal der Eder von Wabern, wo Anschluss zur Main-Weser-Bahn besteht, flussaufwärts über Zennern, wonach sie die Bundesautobahn 49 kreuzt, und dann entlang der Bundesstraße 253 über Fritzlar und durch die Porta Hassiaca, weiter über Ungedanken und Mandern nach Wega. Ab Mandern befindet sich die Strecke im Landkreis Waldeck-Frankenberg.
Vom Gleisdreieck mit der Bahnstrecke Wega–Brilon Wald in Wega verläuft die Strecke weiterhin entlang der Bundesstraße 253 im Tal der Wilde bis zum Kopfbahnhof Bad Wildungen. Güterzüge konnten einst Bad Wildungen umgehen, indem sie in Wega die damalige Verbindungskurve für die Verkehrsverbindung (Relation) Wabern–Korbach nutzten.

### Hochbauten
In den Bahnhöfen Fritzlar und Wildungen wurden die Empfangsgebäude aus Mauerwerk und mit Dienstwohnungen im Obergeschoss errichtet. In Zennern, Mandern und Wega wurden dagegen einfache, barackenähnliche Empfangsgebäude aus ausgemauertem Fachwerk erstellt.

## Geschichte

### Erste Ideen und Streckenvorschläge
In den Jahren nach der 1852 erfolgten Eröffnung der Main-Weser-Bahn, die aus topografischen Gründen durch den südöstlichen Teil des Waberner Beckens geführt wurde, wünschten die Städte Fritzlar und Nieder-Wildungen immer nachdrücklicher die Errichtung einer Sekundärbahn zum Anschluss an die Hauptbahn. Aufgrund der geringen wirtschaftlichen Leistungsfähigkeit und der schwierigen Geländeverhältnisse des angrenzenden Ederberglandes stieß das Anliegen zunächst auf kein Interesse. 1877 wurde in Nieder-Wildungen ein Eisenbahnkomitee gegründet, das eine ministeriellen Genehmigung erhielt und mit Vorarbeiten für eine Stichstrecke begann, aber keine Finanzierung erreichte.

### Streckenplanung
Die Königlich Preußische Staatsregierung ermächtigte mit ihrem Gesetz vom 15. Mai 1882 das Ministerium der öffentlichen Arbeiten zum Bau einer Bahnstrecke von Wabern nach Wildungen. Bei der Rentabilitätsberechnung wurden für die bis etwa 8 km von den Stationsorten entfernt liegenden Ortschaften ein Einzugsbereich von 560 km² mit 39.000 Einwohnern ermittelt und dessen Bevölkerungsdichte von 70 Einwohnern/km² als für einen ländlichen Raum respektablen Wert bewertet. Bei der Berechnung wurden nicht nur die Städte Fritzlar und Wildungen berücksichtigt, sondern auch zu einem großen Teil die Gemeinden des Waberner Beckens. Als Frachtgüter wurden vor allem landwirtschaftliche, forstwirtschaftliche und gewerbliche Erzeugnisse erwartet. 1881 wurde ein Betriebsüberschuss von 588 Mark pro Kilometer vorausgesagt. Der Betriebsgewinn der Nebenbahn wurde mit nur 11,3 % im Vergleich zu den durchschnittlichen 47,6 % der Staatsbahnen prognostiziert. Eine hohe Rentabilität der Nebenbahn wurde also bezweifelt. Die Trassierung war wenig anspruchsvoll. So wurde der Anteil der Aufwendungen für Erdbewegungen und Kunstbauten im Kostenvoranschlag ungewöhnlich niedrig angesetzt.

### Inbetriebnahme und erste Betriebsjahre
Die Königlich Preußischen Staatseisenbahnen eröffneten die Strecke am 15. Juli 1884.
Da das Verkehrsaufkommen die Erwartungen übertraf, ließ die Eisenbahnbehörde in Fritzlar zusätzliche Nebengleise und Weichen einbauen. Zudem wurde der Bahnhof Wabern erweitert. Dort bestand spätestens ab 1896 im Winkel zwischen den beiden Strecken ein Lokomotivschuppen mit einer Drehscheibe.

### Rückbau Bahnhof Zennern
Der Bahnhof Zennern wurde zum Haltepunkt zurückgebaut und das Stellwerk mit dem Streckenblock von und zu den beiden benachbarten Bahnhöfen Wabern und Fritzlar 1998 außer Betrieb genommen. Zwischen Wabern und Fritzlar wurde dabei kein neuer Streckenblock installiert.

### Modernisierung
Über das Modernisierungsprogramm des Bundes zur barrierefreien Ertüchtigung kleiner Bahnstationen wird auch der Ausbau der Bahnsteige in Fritzlar, Ungedanken und Mandern gefördert.
In Verbindung mit dem System Technische Unterstützung Zugmeldebetrieb sollten 2023 an den Ausfahrsignalen im nicht mit Streckenblock ausgerüsteten Streckenabschnitt Wabern–Fritzlar zusätzliche 2000-Hz-Gleismagnete eingebaut werden. Ende 2023 begann der Umbau des Bahnhofes Fritzlar mit Errichtung eines Elektronischen Stellwerks und eines neuen Mittelbahnsteigs. Der Bahnhof Wega wurde zum Haltepunkt zurückgebaut und das Betriebsverfahren zwischen Fritzlar und Bad Wildungen wurde von Zugleitbetrieb wieder auf Zugmeldebetrieb umgestellt. Die Modernisierung wurde im Mai 2024 abgeschlossen.

## Fahrzeugeinsatz
Anfangs wurde ein Umlauf eingesetzt. Vermutlich wurden die Züge jeweils aus einer damals neuen Lokomotive der Gattung T 3, zwei Reisezugwagen der II./III. Klasse-Wagen, einem der III./IV. Klasse, einem kombinierten Gepäck-/Postwagen sowie durchschnittlich zwei beladenen Güterwagen, einem Stückgutwagen und einem Leerwagen gebildet.
Anfang der 1960er Jahre stellte die Deutsche Bundesbahn auf der Strecke von Dampf- auf Dieseltraktion um (Traktionswandel).

## Verkehr
Wie in der Betriebsplanung vorgesehen verkehrten ab der Eröffnung drei tägliche Zugpaare von gemischten Zügen. Das erwartete Verkehrsaufkommen, besonders bei Stückgut, wurde schon unmittelbar nach der Betriebseröffnung stark übertroffen. Aufgrund der Verkehrszunahme wurde in den 1890er Jahren zusätzliche Reise- und Güterzüge eingesetzt. Wegen der kurzen Gleislängen im Bahnhof Fritzlar wurden die über 100 Achsen langen Militärzüge der Garnison Fritzlar zwischen Fritzlar und Wabern in zwei Teilen befördert.
1895 verkehrten täglich sechs Zugpaare.
Auf der Strecke wird heute ein Zweistundentakt angeboten. In der morgendlichen Hauptverkehrszeit gibt es Abweichungen von diesem Takt. Ab 7:00 Uhr fahren alle Züge als RB/RE 39 durchgehend von und nach Kassel Hbf. Aus und in Richtung Süden gibt es Anschlüsse zum Regional-Express nach Frankfurt am Main in Wabern. Seit dem Fahrplanwechsel 2008/2009 wird der Verkehr durch die Kurhessenbahn betrieben, die ihn von der Hessischen Landesbahn übernommen hat. Bis Dezember 2015 fuhren die meisten Züge auf der Strecke isoliert zwischen Wabern und Bad Wildungen, mit kurzem Anschluss nach Kassel in Wabern. An den neuen Direktverbindungen beteiligen sich der Kreis Waldeck-Frankenberg und die Stadt Bad Wildungen mit einem jährlichen Betriebskostenzuschuss.
Seit Dezember 2024 verkehren die Züge Kassel–Bad Wildungen im Stundentakt.